# Emil Striebeck
Emil Striebeck (* um 1850 in Burtscheid; † 4. September 1900 in Konstanz) war ein deutscher Verfahrenstechniker.

## Leben
Emil Striebeck studierte Ingenieurwissenschaften an der Polytechnischen Hochschule Karlsruhe. 1870 wurde er Mitglied des Corps Franconia Karlsruhe. Am Deutsch-Französischen Krieg nahm er als Soldat teil. Zum Sommersemester 1871 wechselte er an die Königlich Rheinisch-Westphälische Polytechnische Schule zu Aachen. Am 3. Dezember 1871 rekonstituierte er zusammen mit einem weiteren Angehörigen des Corps Franconia Karlsruhe und einem Angehörigen des Corps Teutonia Hannover das 1865 an der ETH Zürich suspendierte Corps Rhenania Zürich.
Nach dem Studium und einer universitären Promotion zum Dr. phil. war Striebeck verfahrenstechnisch tätig. Er arbeitete an der Entwicklung und Optimierung des Ammoniak-Soda-Verfahrens. Neben dem Solvay-Verfahren und dem Mallet-Boulouvard-Verfahren gehörte das Striebeck-Honigmann-Verfahren zu den industriell wichtigen Verfahren zur Herstellung von hochreinem Soda. Es fand Anwendung im Sodawerk Staßfurt, bei der Nürnberger Sodafabrik AG und der Chemischen Fabrik Kalk sowie in Sodafabriken in Inowrocław, Slowjansk, Lukavac und Podgórze.
Die von ihm 1882 eingeführten geschlossenen Thelen-Pfannen mit oszillierenden Schabern wurden die Standard-Technologie für die Soda-Calcinierung und haben in der Mehrzahl der Fabriken die früher üblichen Calcinierapparate verdrängt.
Emil Striebeck war Mitglied des Vereins Deutscher Ingenieure (VDI).